# Vektroid
Ramona Andra Xavier (nascida em 19 de agosto de 1992), também conhecida por Vektroid, é uma musicista estadunidense, sediada em Portland, Oregon. Ela lançou músicas sob vários pseudônimos, incluindo Macintosh Plus, New Dreams Ltd, PrismCorp Virtual Enterprises, Laserdisc Visions, 情報デスクVIRTUAL, dstnt, dentre muitos outros.
Xavier é umas das principais artistas na cena vaporwave, uma vez que ela lançou mais de 40 álbuns.

## Primeiros anos
Xavier nasceu no Estado de Washington em 1992. Ela começou a produzir e lançar música em 2005. Xavier reside hoje em Hawthorne, Portland, Oregon.

## Carreira
Xavier já lançou músicas sob vários pseudônimos incluindo Macintosh Plus, PrismCorp, and Laserdisc Visions, dentre muitos outros. Ela declarou que já lançou mais de quarenta álbuns completos desde 2005. Paolo Scarpa descreveu a música de Xavier como um "exposé do capitalismo tardio". James Parker notou a "virtualidade sensual" de Vektroid e a "nova incosciência cyber-pop". Escrevendo para o Sputnikmusic, Adam Downer chamou Floral Shoppe de uma mudança em direção a beleza numa era que tem por pouco "executado a gama do que os artistas e músicos podem fazer".
Tiny Mix Tapes classificou os álbuns Floral Shoppe e 札幌コンテンポラリー, lançados por Xavier através dos pseudônimos, respectivamente, Macintosh Plus e 情報デスクVIRTUAL, em sua lista de 50 álbuns favoritos de 2012. A revista Fact chamou Floral Shoppe de o álbum definidor do Bandcamp, serviço de streming do qual Vektroid lança suas músicas. O álbum é o mais recomendado pelos usuários do site na categoria música experimental.
Xavier parou de lançar música regularmente no começo de 2013, lançando somente dois álbuns naquele ano, Home™ e ClearSkies™. Ambos os álbuns foram lançados sob o pseudônimo PrismCorp Virtual Enterprises em abril. Em 2014, Xavier lançou Initiation Tape: Isle of Avalon Edition, uma revisão de seu álbum initiation tape (part one), como New Dreams Ltd.  No início de 2015, colaborou com a dupla eletrônica Magic Fades para produzir um remix da canção  "Ecco" de seu álbum de estreia, Push Through. Em fevereiro de 2016, ela lançou três álbuns, Fuji Grid TV: EX, Shader Complete e Sleepline. Os dois primeiros são revisões de alguns de seus álbuns enquanto o último foi produzido em 2013 mas nunca havia sido lançado anteriormente.
Em uma entrevista ao Bandcamp em 2016, Xavier, afirmou ter sido fortemente influenciada pelo jogo de realidade alternativa chamado "I Love Bees" como inspiração para "embaçar as linhas entre realidade e ficção".

## Impacto
Sob vários pseudônimos, Xavier desempenhou um papel na criação do gênero de música eletrônica moderna vaporwave entre 2010 e 2013. O forte uso de Xavier de Internet art no vaporwave, por sua vez, ajudou a gerar a subcultura do health goth.

## Discografia

### Como Vektroid
- Telnet Erotika (2010)
- Starflight Iguana (2010)
- Polytravellers (2011)
- Polymind EP / Windows Safari / Sphinx Caverns Bundle (2011)
- Starcalc (2011)
- Neo Cali (2011)
- Color Ocean Road (2012)
- Vektroid Texture Maps (2016)
- Big Danger (2016)
- RE•SET (2016)

### Como Vectorfray
- From the Comfort of Your Deathbed (2005)
- Omegalpha (2005)
- Pentbüt (2005)
- Bloodsample EP (2005)
- For OCRemix's Evaluation (2005)
- Ides EP (2005)
- NolemN Single (2005)

### Como Vektordrum
- Shitaihokansho (2008)
- Hello Skypedals EP1 (2009)
- Hello Skypedals EP2 (2009)
- Capitose Windowpane (2009)
- Deciphered (And Re-Encrypted) (2009)
- Fraktalseq: Blossom (2009)
- Discrét Night Signals (2010)
- Geese: I, Banished Re-cut (2010)
- Trinity (2010)

### Como dstnt
- isoDMOS (2010)
- ntdrv (2010)
- iss2 (2010)
- isÆ (2010)
- NSII (2010)

### Como New Dreams Ltd
- initiation tape part one (2011)
- Initiation Tape: Isle of Avalon Edition (2014)
- Fuji Grid TV: EX (2016)
- Sleepline (2016)

### Como esc 不在
- black horse (2011)
- midi dungeon (2011)

### Como Sacred Tapestry
- Shader (2012)
- Shader Complete (2016)

### Como PrismCorp Virtual Enterprises
- Home™ (2013)
- ClearSkies™ (2013)

### Como Macintosh Plus
- Floral Shoppe (2011)
- Sick & Panic (2019)

### Pseudônimos usados uma vez
- fuji grid tv: prism genesis (2011)
- Laserdisc Visions: New Dreams Ltd. (2011)
- 情報デスクVIRTUAL: 札幌コンテンポラリー (2012)
- Tanning Salon: Dream Castle (2015)